# تراساکا نوبویوکی
تراساکا نوبویوکی، تراساکا کیچیئمون (به ژاپنی: 寺坂信行); ۱ ژانویهٔ ۱۶۶۵ – ۸ نوامبر ۱۷۴۷ یک سامورایی از ملازمان خاندان آسانو و یکی از چهل و هفت رونین در قلمروی آکو در نیمه نخست دوره ادو اهل ژاپن بود. او در اثر بیماری درگذشت اما مقبره ای به یاد او در معبد سنگاکو در کنار دیگر رونین‌های حادثه آکو ساخته شده‌است.
در روز حمله به خانه کیرا به تراساکا کیچیئمون، دستور داده شد که به قلمروی آکو سفر کند و گزارش دهد که انتقام آنها به اتمام رسیده‌است. (اگرچه نقش کیچیئمون به عنوان یک پیام‌رسان، در بیشتر نسخه‌های این داستان پذیرفته شده‌است، اما نسخه‌های دیگری از داستان هم وجود دارد که او قبل یا بعد از نبرد فرار می‌کند، یا اینکه دستور گرفته قبل از اینکه رونین‌ها خود را تحویل دهند، بگریزد) تراساکا ۴۵ سال بعد از این حادثه زندگی کرد تا اینکه در سال ۱۷۴۷ در سن ۸۳ سالگی به مرگ طبیعی درگذشت.
هر چند او در اثر بیماری درگذشت اما مقبره‌ای به یاد او در معبد سنگاکو در کنار دیگر رونین‌های حادثه آکو ساخته شده‌است.